# Colombièiras
Colombièiras d'Òrb (en francès Colombières-sur-Orb) és un poble occità del Llenguadoc, situat a la part septentrional del departament de l'Erau a la regió Occitània.